# Whispers (Tina Dickow-album)
Whispers er det sjette studiealbum fra den danske singer-songwriter Tina Dickow. Albummet udkom internationalt den 22. august 2014, og i Danmark den 25. august, på Finest Gramophone. Førstesinglen "Someone You Love", udkom den 5. maj 2014, og er titelsang til dramafilmen En du elsker, som Tina Dickow har skrevet soundtracket til. Singlen er sammen med "As Far as Love Goes", "The Woman Downstairs", og "I Want You", der på soundtracket fremføres af skuespiller Mikael Persbrandt, inkluderet på Whispers. I Danmark gik albummet ind som nummer ét på hitlisten, med 4884 solgte eksemplarer i den første uge. Albummet blev certificeret guld i november 2014 for 10.000 solgte eksemplarer i Danmark. Det var det niende mest solgte album i Danmark i 2014. I udlandet debuterede Whispers som nummer 44 i Schweiz, og som nummer 26 i Tyskland.

## Spor
Alt tekst skrevet af Tina Dickow. 
| #   | Titel                      | Musik                 | Længde |
| --- | -------------------------- | --------------------- | ------ |
| 1.  | "The Woman Downstairs"     | Tina Dickow           | 4:23   |
| 2.  | "As Far as Love Goes"      | Dickow                | 3:49   |
| 3.  | "Someone You Love"         | Dickow, Helgi Jónsson | 3:41   |
| 4.  | "Drifting"                 | Dickow                | 3:54   |
| 5.  | "Mines"                    | Dickow, Joel Shearer  | 4:26   |
| 6.  | "Whispers"                 | Dickow, Jónsson       | 3:59   |
| 7.  | "You Don't Step into Love" | Dickow                | 4:12   |
| 8.  | "Old Friends"              | Dickow, Jónsson       | 4:03   |
| 9.  | "I Want You"               | Dickow, Jónsson       | 4:08   |
| 10. | "Thank You"                | Dickow                | 2:46   |

| #   | Titel       | Musik  | Længde |
| --- | ----------- | ------ | ------ |
| 11. | "Spark"     | Dickow | 3:52   |
| 12. | "Ask again" | Dickow | 4:18   |

## Hitlister og certificeringer
| Hitliste (2014) | Højeste placering |
| --------------- | ----------------- |
| Danmark         | 1                 |
| Schweiz         | 44                |
| Tyskland        | 26                |

| Hitliste (2014) | Placering |
| --------------- | --------- |
| Danmark         | 9         |

| Land (Organisation) | Certificering |
| ------------------- | ------------- |
| Danmark (IFPI)      | Guld          |

| År                                                               | Titel              | Højeste placering |
| År                                                               | Titel              | Download          |
| ---------------------------------------------------------------- | ------------------ | ----------------- |
| 2014                                                             | "Someone You Love" | 13                |
| 2014                                                             | "Drifting"         | —                 |
| "—" markerer en udgivelse der ikke opnåede en hitlisteplacering. |                    |                   |